# جژب شلاختسکیه
جژب شلاختسکیه (به لهستانی:  Dzierzby Szlacheckie) یک روستا در لهستان است که در گمینا یابووننا لاتسکا واقع شده‌است. جژب شلاختسکیه ۲۴۰ نفر جمعیت دارد.